# Шапел Ашар
Шапел Ашар (фр. Chapelle-Achard) насеље је и општина у западној Француској у региону Лоара, у департману Вандеја која припада префектури Сабл д'Олон.
По подацима из 2011. године у општини је живело 1782 становника, а густина насељености је износила 82,61 становника/km². Општина се простире на површини од 21,57 km². Налази се на средњој надморској висини од 49 метара (максималној 58 m, а минималној 7 m).

## Демографија
| 1962. | 1968. | 1975. | 1982. | 1990. | 1999. | 2011. |
| ----- | ----- | ----- | ----- | ----- | ----- | ----- |
| 694   | 711   | 692   | 807   | 860   | 1.009 | 1.782 |

График промене броја становника у току последњих година